# Pallanuoto Sport Management 2016-2017

## Rosa 2016-2017
| N° |                       | Ruolo | Giocatore          |
| -- | --------------------- | ----- | ------------------ |
| 1  | Montenegro (bandiera) | P     | Dejan Lazović      |
| 13 | Italia (bandiera)     | P     | Fabio Viola        |
| 4  | Italia (bandiera)     | D     | Giuseppe Valentino |
| 8  | Croazia (bandiera)    | D     | Marko Jelača       |
| 11 | Italia (bandiera)     | CV    | Andrea Razzi       |
| 6  | Croazia (bandiera)    | A     | Antonio Petković   |

| N° |                    | Ruolo | Giocatore          |
| -- | ------------------ | ----- | ------------------ |
| 2  | Italia (bandiera)  | A     | Valentino Gallo    |
| 7  | Italia (bandiera)  | A     | Stefano Luongo     |
| 9  | Italia (bandiera)  | A     | Cristiano Mirarchi |
| 10 | Italia (bandiera)  | A     | Giacomo Bini       |
| 5  | Francia (bandiera) | CB    | Romain Blary       |
| 12 | Italia (bandiera)  | CB    | Arnaldo Deserti    |

### Staff tecnico
| Allenatore: Marco Baldineti |

## Mercato
| Acquisti | Acquisti           | Acquisti    | Acquisti |
| R.       | Nome               | da          |          |
| -------- | ------------------ | ----------- | -------- |
| P        | Fabio Viola        | Pro Recco   |          |
| A        | Valentino Gallo    | Posillipo   |          |
| CB       | Romain Blary       |             |          |
| D        | Giuseppe Valentino | Acquachiara |          |

| Cessioni | Cessioni             | Cessioni      | Cessioni |
| R.       | Nome                 | a             |          |
| -------- | -------------------- | ------------- | -------- |
| P        | Paolo Oliva          | Trieste       |          |
| D        | Predrag Zimonjić     | RITIRO        |          |
| CV       | Andrea Di Fulvio     | Florentia     |          |
| CV       | Alessandro Brambilla | Quinto        |          |
| A        | Edoardo Di Somma     | Pro Recco     |          |
| CV       | Tommaso Vergano      | Fine rapporto |          |
| CB       | Tommaso Busilacchi   | Debrecen      |          |